# Coelogyne sparsa

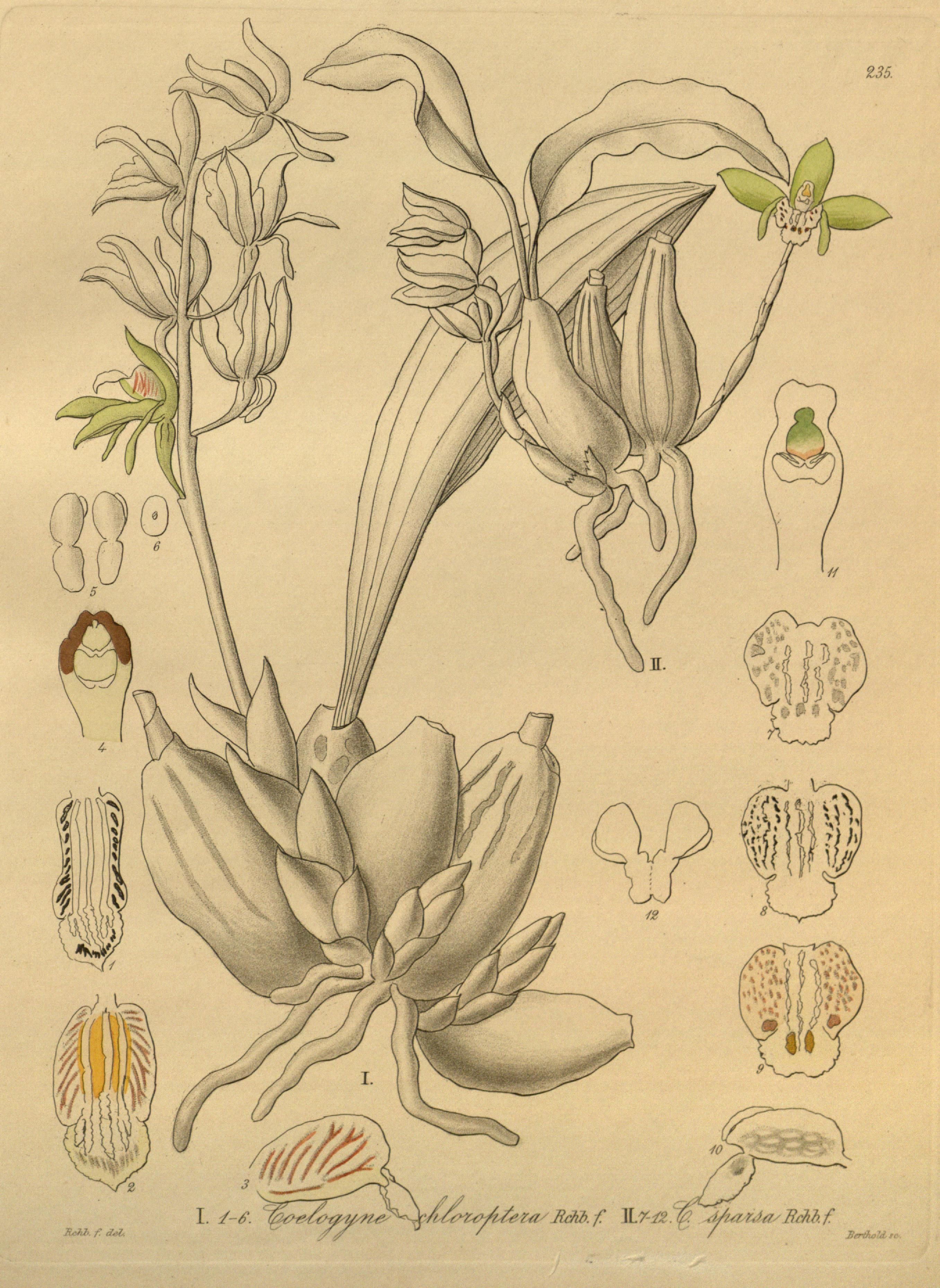

Coelogyne sparsa é uma espécie de orquídea epífita, família Orchidaceae, originária das Filipinas.